# ジョニー・オーツ
ジョニー・レーン・オーツ（Johnny Lane Oates, 1946年1月21日 - 2004年12月24日）は、アメリカ合衆国ノースカロライナ州ジャクソン郡シルバ出身の元プロ野球選手（捕手）、監督。右投左打。

## 経歴
1966年のMLBドラフト2巡目（全体38位）でシカゴ・ホワイトソックスから指名されたが、契約せずにバージニア工科大学へ進学した。
1967年1月のMLB二次ドラフト1巡目（全体10位）でボルチモア・オリオールズから指名され、プロ入り。現役時代は控え捕手として5球団でプレーした。

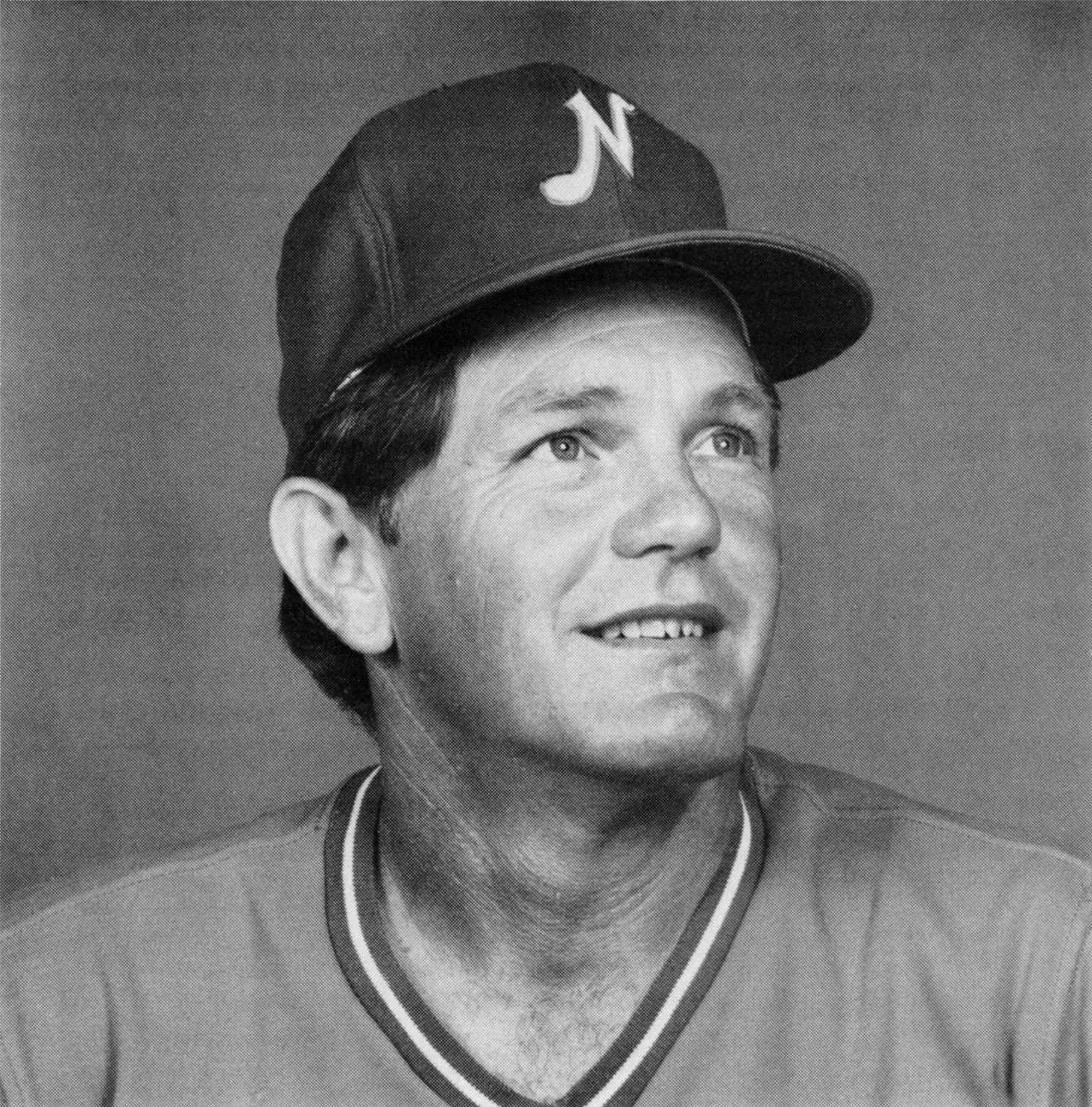
ナッシュビル・サウンズ監督当時のオーツ(1982年)

引退後は1982年から2年間ニューヨーク・ヤンキース傘下のマイナー2球団（AA級ナッシュビル・サウンズとAAA級コロンバス・クリッパーズ）でそれぞれ1年ずつ監督を務めた。その後はシカゴ・カブスのブルペンコーチ（1984年 - 1987年）、オリオールズ傘下のAAA級ロチェスター・レッドウイングスの監督（1988年）、オリオールズのベンチコーチ（1989年 - 1991年途中）を歴任した。
1991年途中にオリオールズの監督だったフランク・ロビンソンが解任されると、後任に抜擢された。就任2年目の1992年から2年連続で85勝をクリアしてアメリカンリーグ東地区3位と健闘するも、1994年に安定した戦いで地区2位につけていながらストライキ中に解任されてしまう。
翌1995年にストライキが明けると、テキサス・レンジャーズの監督に就任した。当時レンジャーズは、前年までオリオールズでGM補佐を務めていたダグ・メルビンがGMに就任しており、その縁での人選だった。就任2年目の1996年には90勝を挙げ、球団初の地区優勝を果たした。1998年と1999年（球団記録の最高勝数シーズン95勝（67敗）を記録）も2年連続で地区優勝したが、プレーオフではいずれもヤンキースにディビジョンシリーズで敗れた。オーツは2001年5月まで監督を務めた。
2001年に退任したのは自身が進行性の脳腫瘍と多形性膠芽腫に冒されて余命1年と宣告されていたためであるが、オーツ自身が懸命な治療を行ったことにより宣告後3年近く生き長らえ、娘の結婚と孫の誕生に立ち会うほか、2003年にはレンジャーズの球団殿堂入りを果たしてセレモニーに夫人の同伴と助けを借りつつも出席している。
2004年12月24日、その脳腫瘍のためバージニア州リッチモンドの病院にて58歳で死去した。

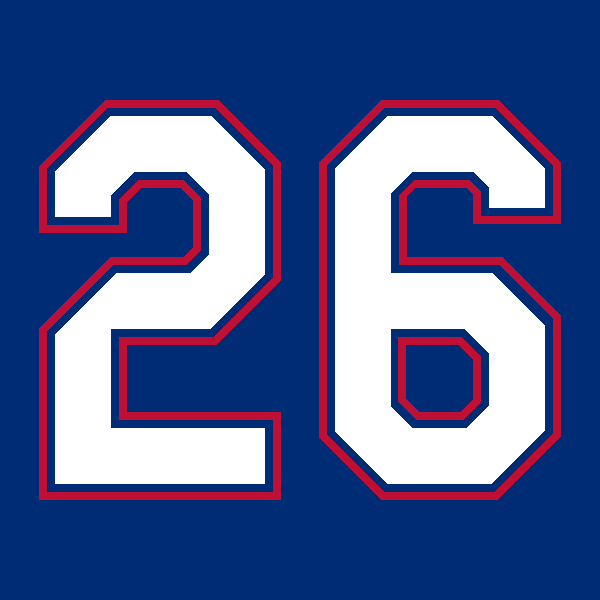
オーツのレンジャーズ在籍時の背番号「26」。
テキサス・レンジャーズの永久欠番に2005年指定。

オーツの訃報を受け、翌2005年8月6日に最後に所属したレンジャーズにて、オーツの背番号『26』は同球団の永久欠番に指定された。また、前述の通りレンジャーズの球団殿堂に2003年、オリオールズの球団殿堂に2010年にそれぞれ殿堂入りを果たしている。

## 詳細情報

### 表彰
- アメリカンリーグ最優秀監督賞：1回（1996年）

### 背番号
- 12 （1970年、1972年）
- 15 （1973年 - 1975年途中）
- 6 （1975年途中 - 1976年）
- 5 （1977年 - 1979年）
- 26 （1980年 - 1981年、1989年 - 2001年）
- 9 （1984年 - 1987年）